# SV Horn
Sportverein Horn – austriacki klub piłkarski z siedzibą w mieście Horn, grający w Regionallidze. 

## Historia
Klub został założony w 1922 roku. W 2008 roku wygrał rozgrywki Pucharu Austrii, po pokonaniu w jego finałowym dwumeczu drużyny SV Feldkirchen (1:1, 2:1). W latach 2012–2015 klub występował w Erste Lidze (II poziom rozgrywek). W czerwcu 2015 roku Keisuke Honda wraz ze swoimi braćmi, Hiroyukim i Yujim, za 3 miliony euro kupił 49 procentów udziałów w SV Horn.

## Reprezentanci kraju grający w klubie
- Hannes Eder
- Thierry Fidjeu
- Shūichi Gonda
- Michal Horňák
- Momar Njie
- Chiming Zhang
- Philipp Zulechner

## Osiągnięcia
- Puchar Austrii
  - zwycięstwo: 2008